# Chris McNealy (1992)
Christopher McNealy jr., detto Chris (Danville, 30 aprile 1992), è un ex cestista statunitense, professionista in Europa.
È omonimo del padre Chris McNealy, a sua volta cestista.

## Palmarès
- Campionato austriaco: 1

Oberwart Gunners: 2015-2016
- Coppa d'Austria: 1

Oberwart Gunners: 2016